# Mołokowo (rejon totiemski)
Mołokowo (ros. Молоково) – wieś w Rosji, w rejonie totiemskim obwodu wołogodzkiego. W 2010 r. liczyła 1 mieszkańca.